# 孟坝镇
孟坝镇，是中华人民共和国甘肃省庆阳市镇原县下辖的一个乡镇级行政单位。

## 行政区划
孟坝镇下辖以下地区：
王湾村、刘城村、赵咀村、孟坝村、大寨村、峁合村、塬口村、塔李村、东庄村、王山村、西壕村、何范村、王地庄村和醴坳村。